# Shontelle
Shontelle Layne (Parroquia de Saint James, 4 de octubre de 1985), conocida artísticamente como Shontelle, es una cantante y compositora barbadense. Su primera incursión en la música fue cuando apareció en el video musical de la reedición «Roll It», interpretado por J-Status, Rihanna y ella en el 2007. Shontelle tiene contrato con las discográficas Street Records Corporation / Universal Motown Records, donde publicó su primer álbum debut Shontelleigence. El álbum contiene los sencillos «T-Shirt», «Stuck With Each Other» junto con Akon y «Battle Cry». Fue premiada en los Barbados Music Awards o BMA en la categoría canción del año de 2009 por el tema «T-Shirt». Su segundo álbum No gravity fue publicado en septiembre de 2010 e incluye los sencillos «Impossible» y «Licky (Under the Covers)».

## Discografía

### Álbumes
- Shontelleigence (2008).
- No Gravity (2010).

### Sencillos
| Año  | Título                             | Álbum          |
| ---- | ---------------------------------- | -------------- |
| 2008 | «T-Shirt»                          | Shontelligence |
| 2009 | «Stuck with Each Other» (con Akon) | Shontelligence |
| 2009 | «Battle Cry»                       | Shontelligence |
| 2010 | «Impossible»                       | No Gravity     |
| 2010 | «Perfect Nightmare»                | No Gravity     |
| 2010 | «Licky (Under the Covers)»         | No Gravity     |
| 2011 | «Say Hello to Goodbye»             | No Gravity     |

### Colaboraciones
| Año  | Canción                        | Artista           | Álbum                                |
| ---- | ------------------------------ | ----------------- | ------------------------------------ |
| 2007 | «Roll It» (con Rihanna)        | J-Status          | The Beginning                        |
| 2012 | «Tonight»                      | Timati            | SWAGG                                |
| 2013 | «Perfect Day» (con B-Case)     | DJ Antoine        | Sky Is the Limit                     |
| 2013 | «Stop Sign»                    | Angelique Sabrina |                                      |
| 2013 | «Gal Wan More»                 | Elephant Man      | Out Of Control (hosted by DJ Hidrro) |
| 2014 | «Don't Call Me» (con Aleks D.) | DMX y Rakim       |                                      |